# Аджиномото
„Аджиномото“ (на японски: 味の素株式会社, Ajinomoto Kabushiki gaisha) е японска компания, която произвежда подправки, готварски масла, замразени храни, напитки, подсладители, аминокиселини и фармацевтични продукти.
Марката „AJI-NO-MOTO“ е търговското наименование на оригиналния мононатриев глутамат.
Компанията е със седалище в Чуо, Токио.
Компанията оперира в 35 страни, като от 2017 г. насам работят около 32 734 души.

## Президенти
- Кунио Егасхира (1997-2005)[2]
- Норио Ямагучи (2005-2009)
- Масатоши Ито (2009-2015)
- Такааки Ниши (от 2015 г.)